# کامارس

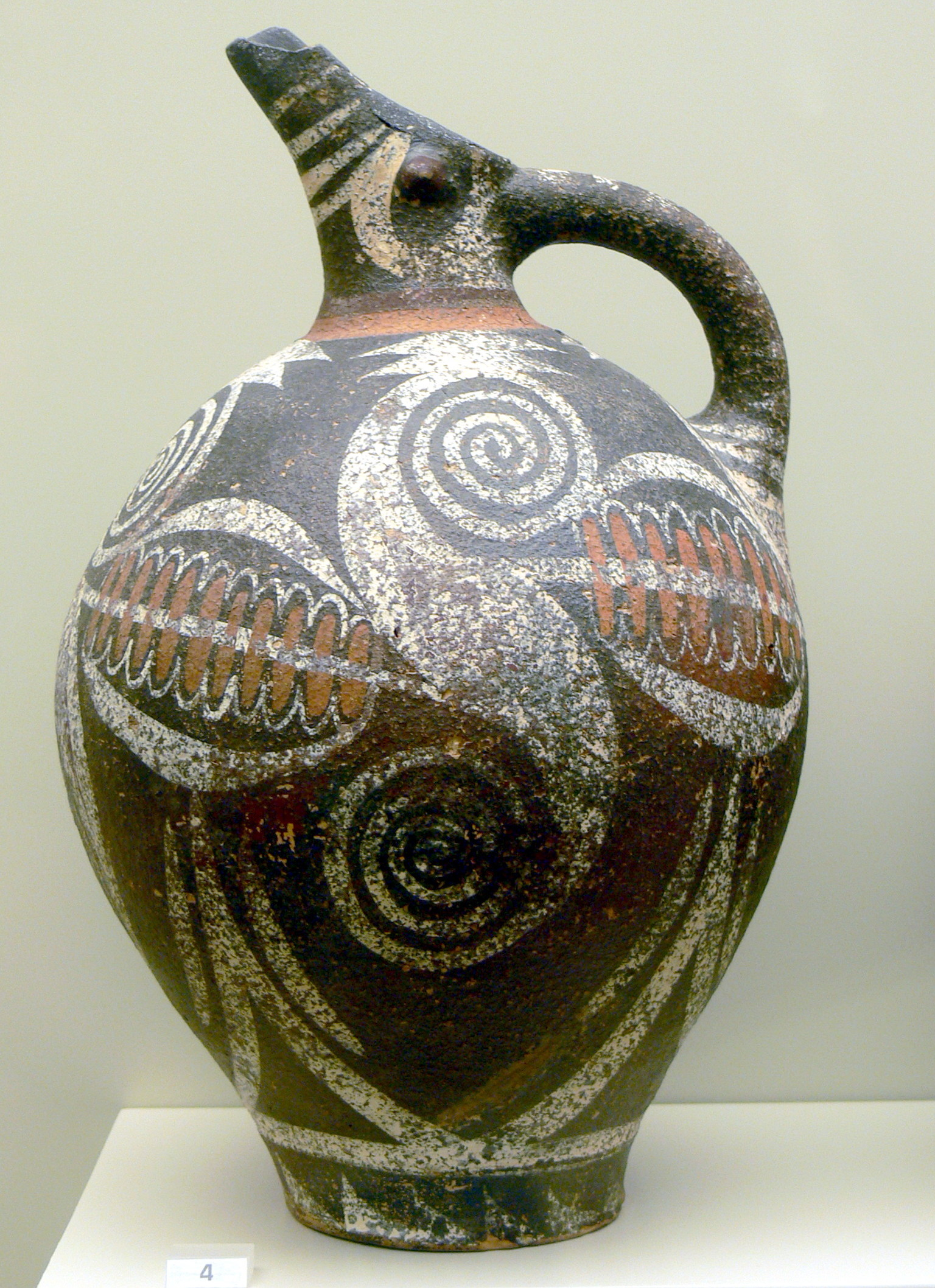
سفالینه کامارس

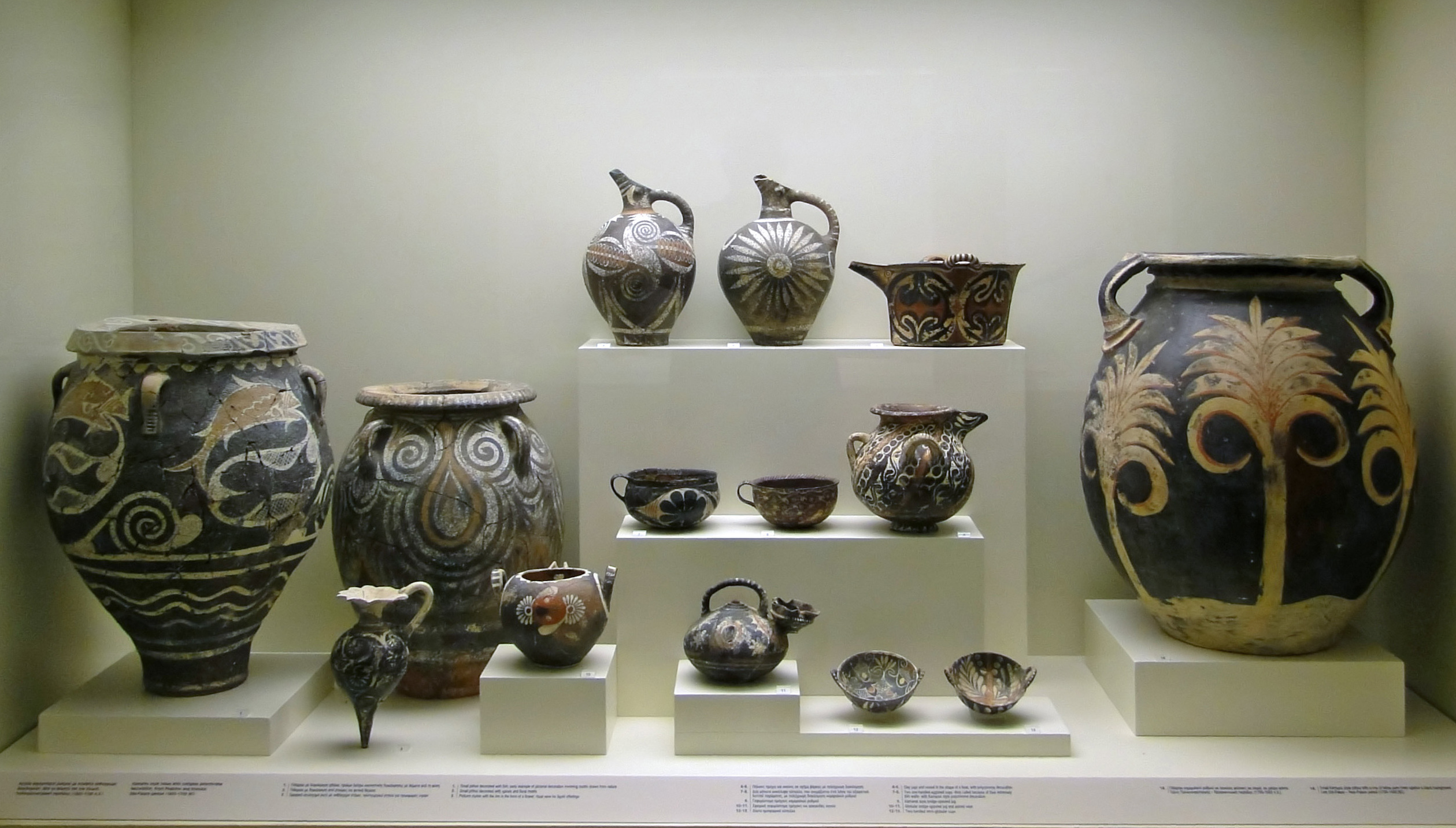
سفالینه‌های کامارس

کاماراس یا سفالینه کامارس (انگلیسی: Kamares ware) کوزه منقاری شکل (شیوه کامارس) فایستوس یکی از آثار به جا مانده از مینوسی‌ها در 1700-1800 سال قبل از میلاداست.
تزئینات سفال‌ها با طرحی شبه هندسی به رنگ‌ زرد مایل به سفید با خطوط زرد و قرمز و بر روی زمینه مشکی رنگ انجام می‌شده‌است. اغلب آثار آنها نقش‌مایه‌های گیاهی و جانوران دریایی بوده‌است.
آثار بازمانده در جزیره کرت شامل جام‌ها، پیاله‌ها و کاسه‌های گرد و گردن کوتاه می‌باشد.بلندی تقریبأ ۲۶ cm موزه باستان شناسی، هراکلیون

## نگارخانه

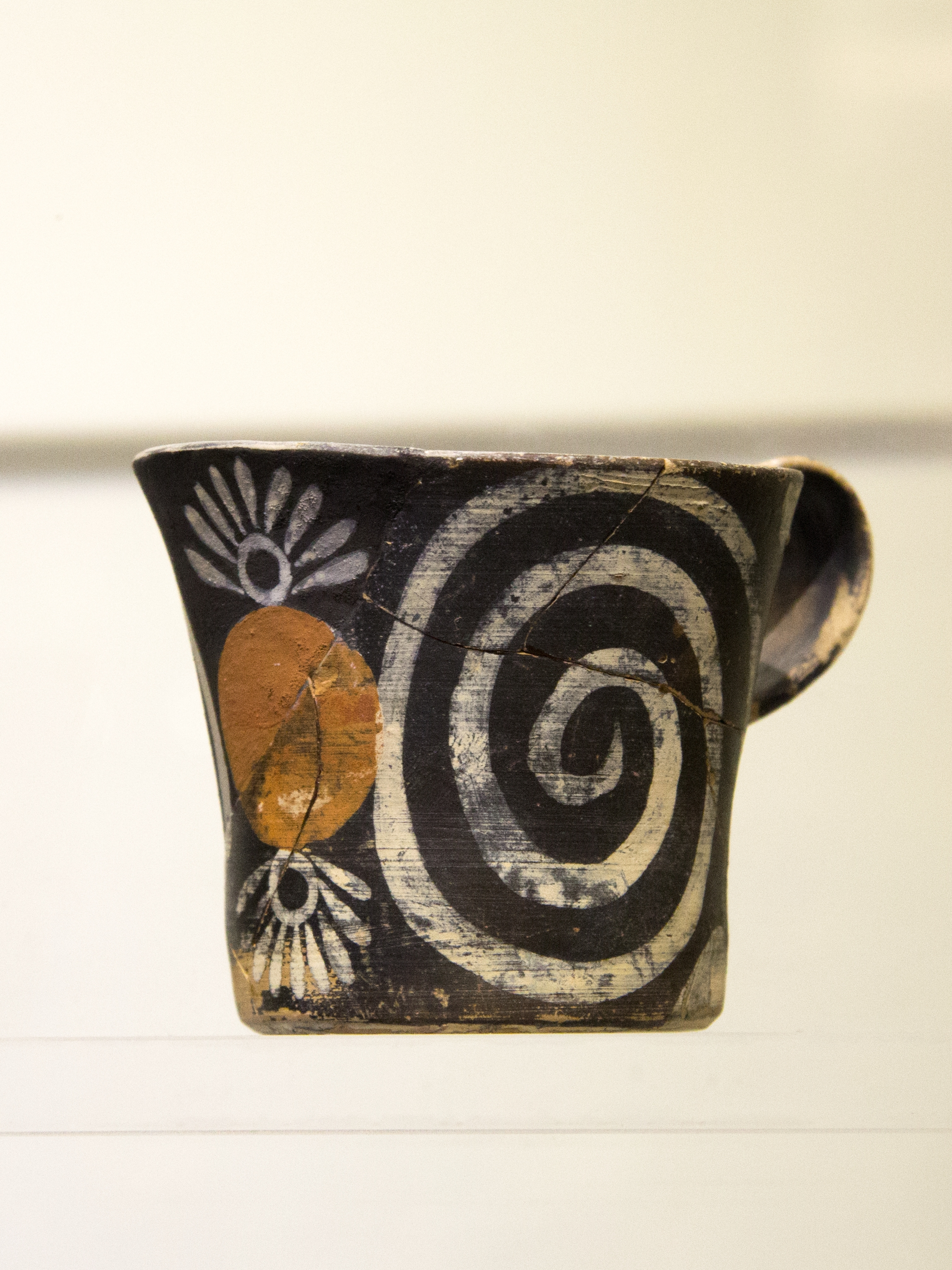
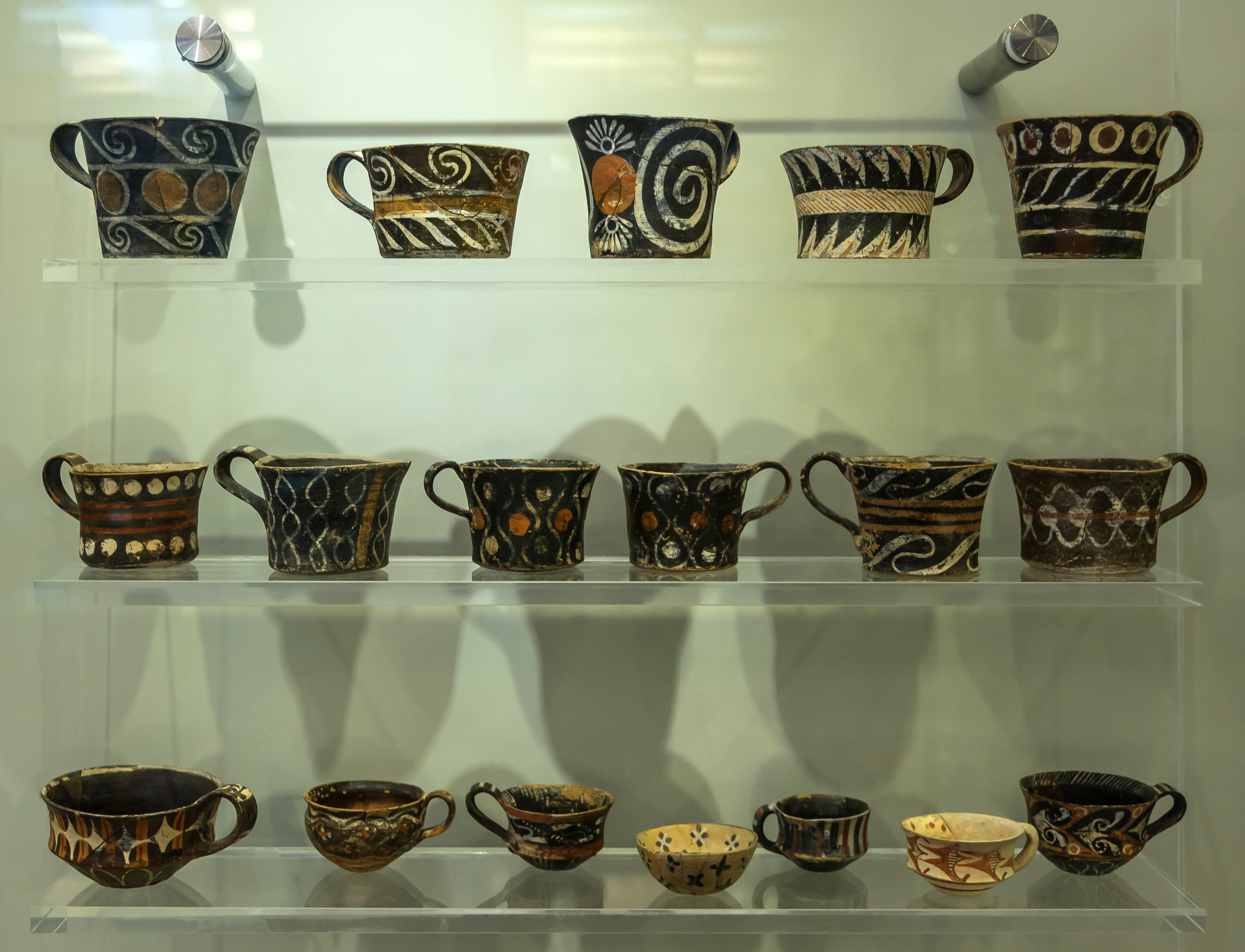
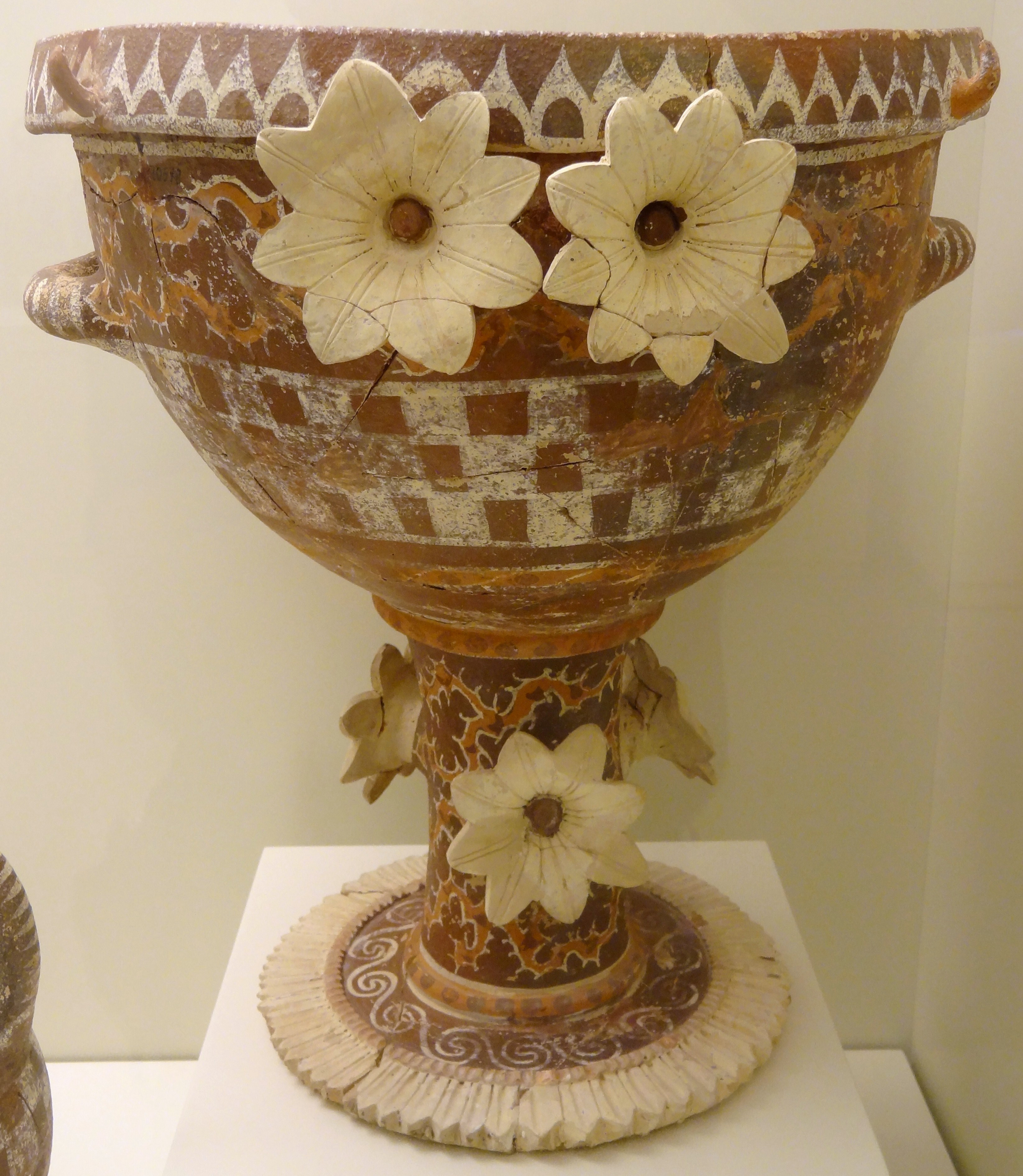
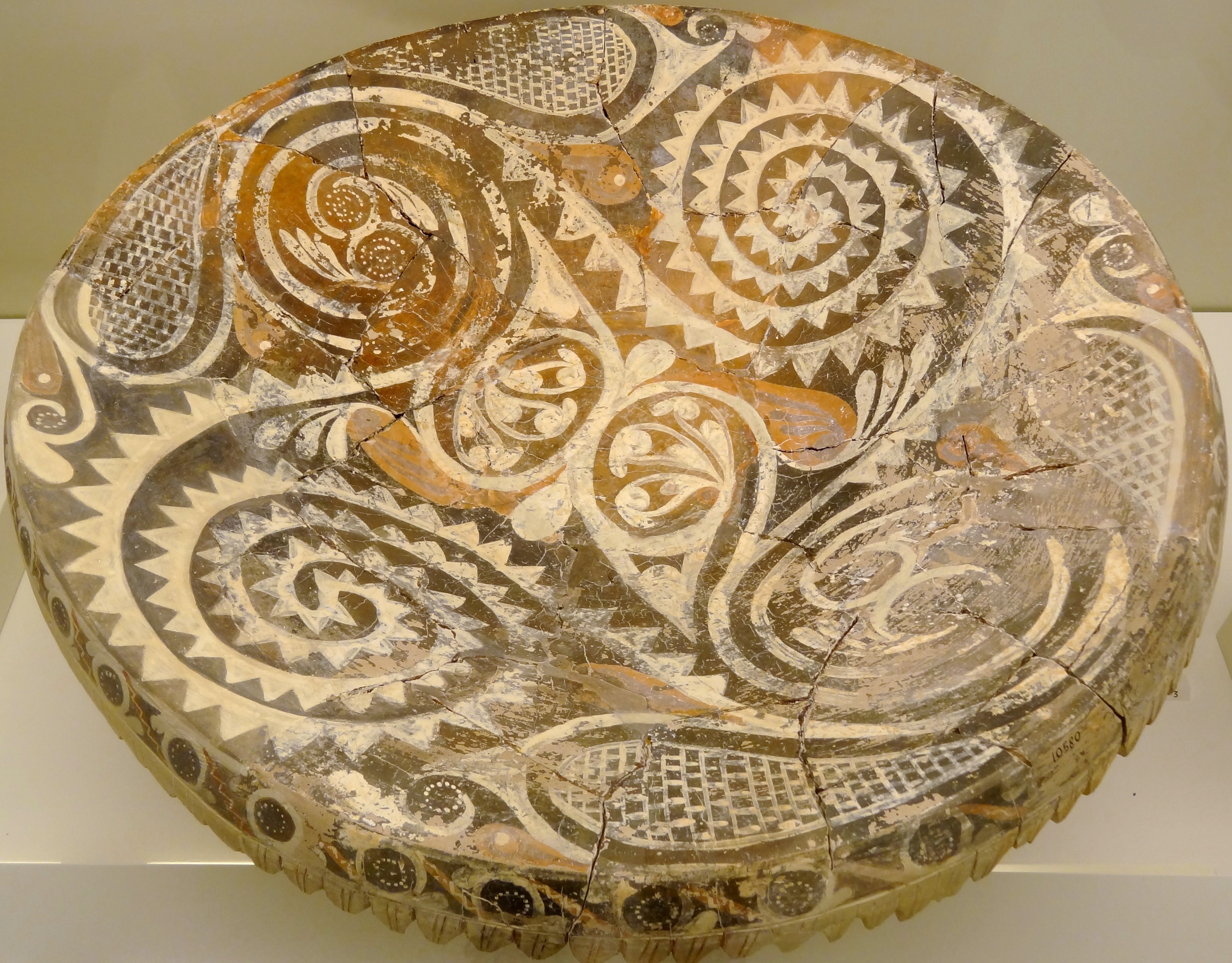
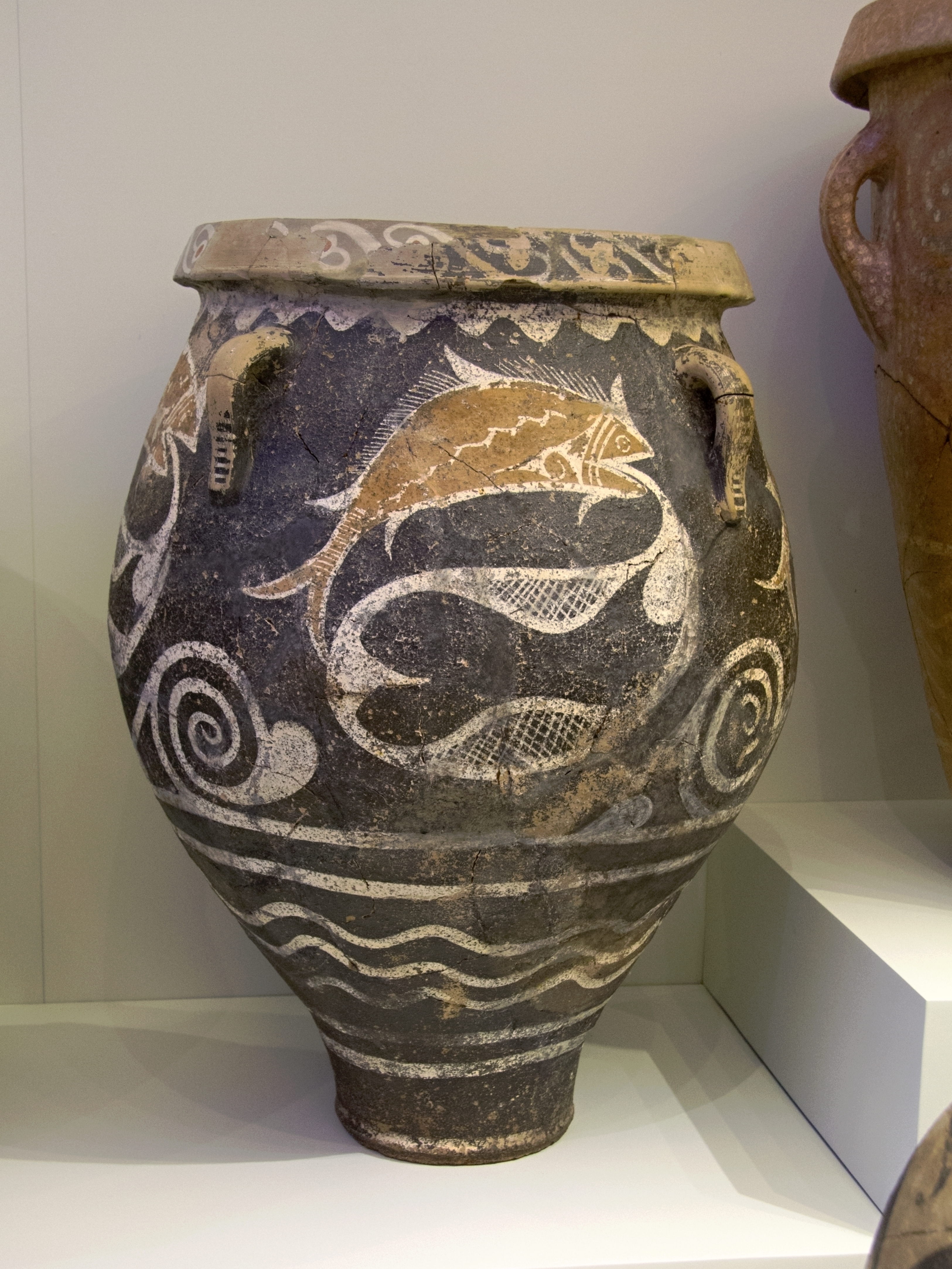
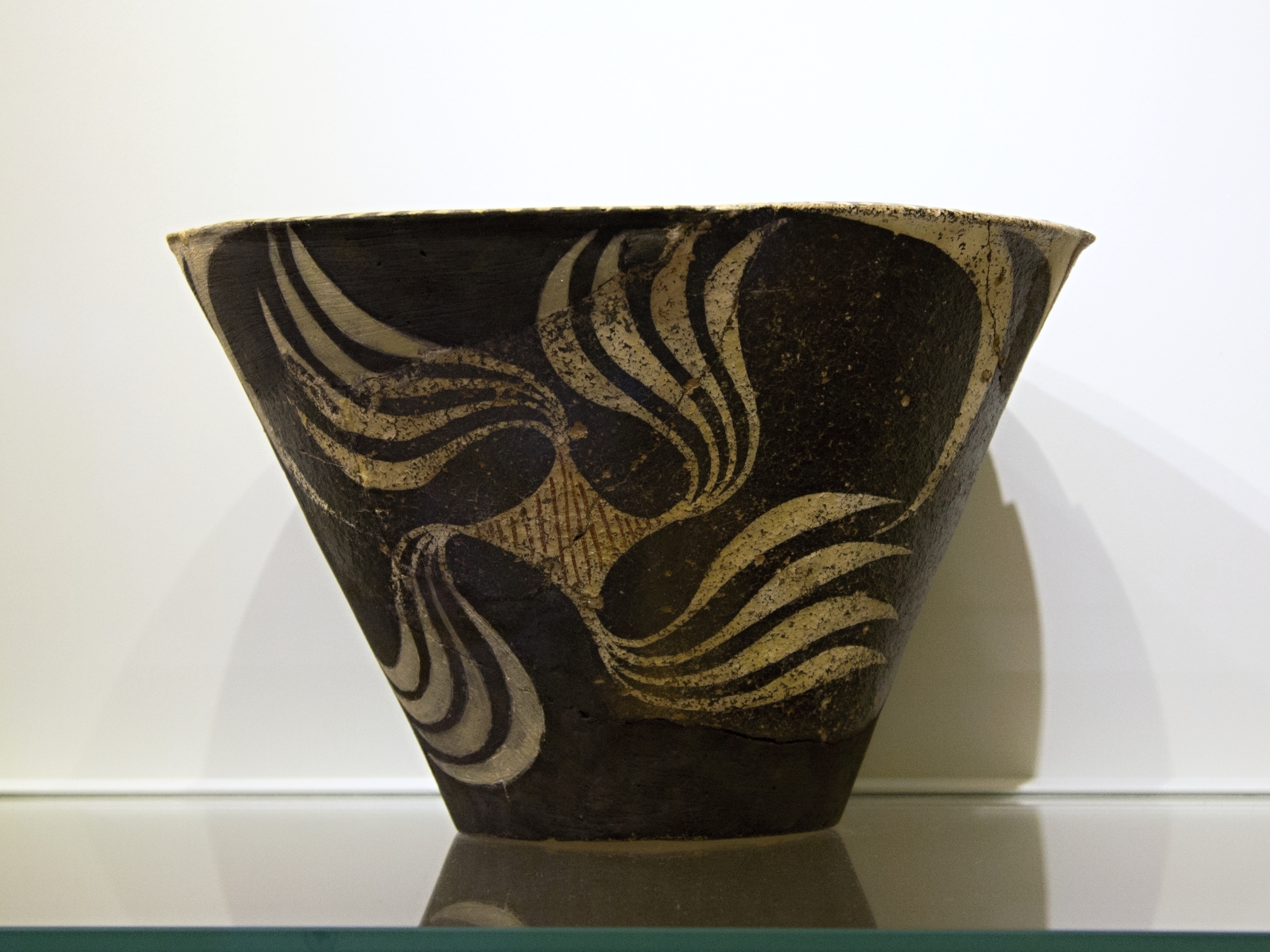
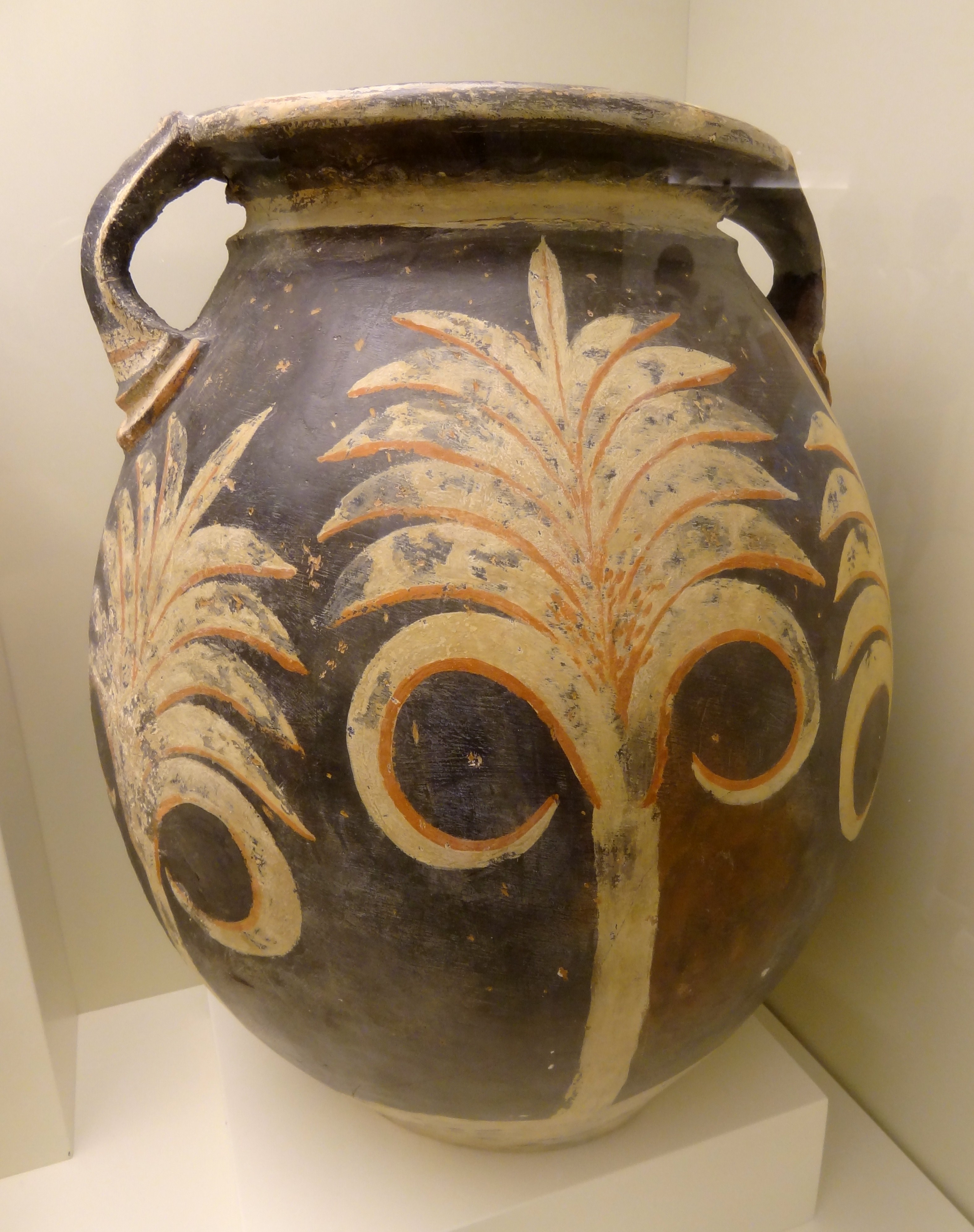
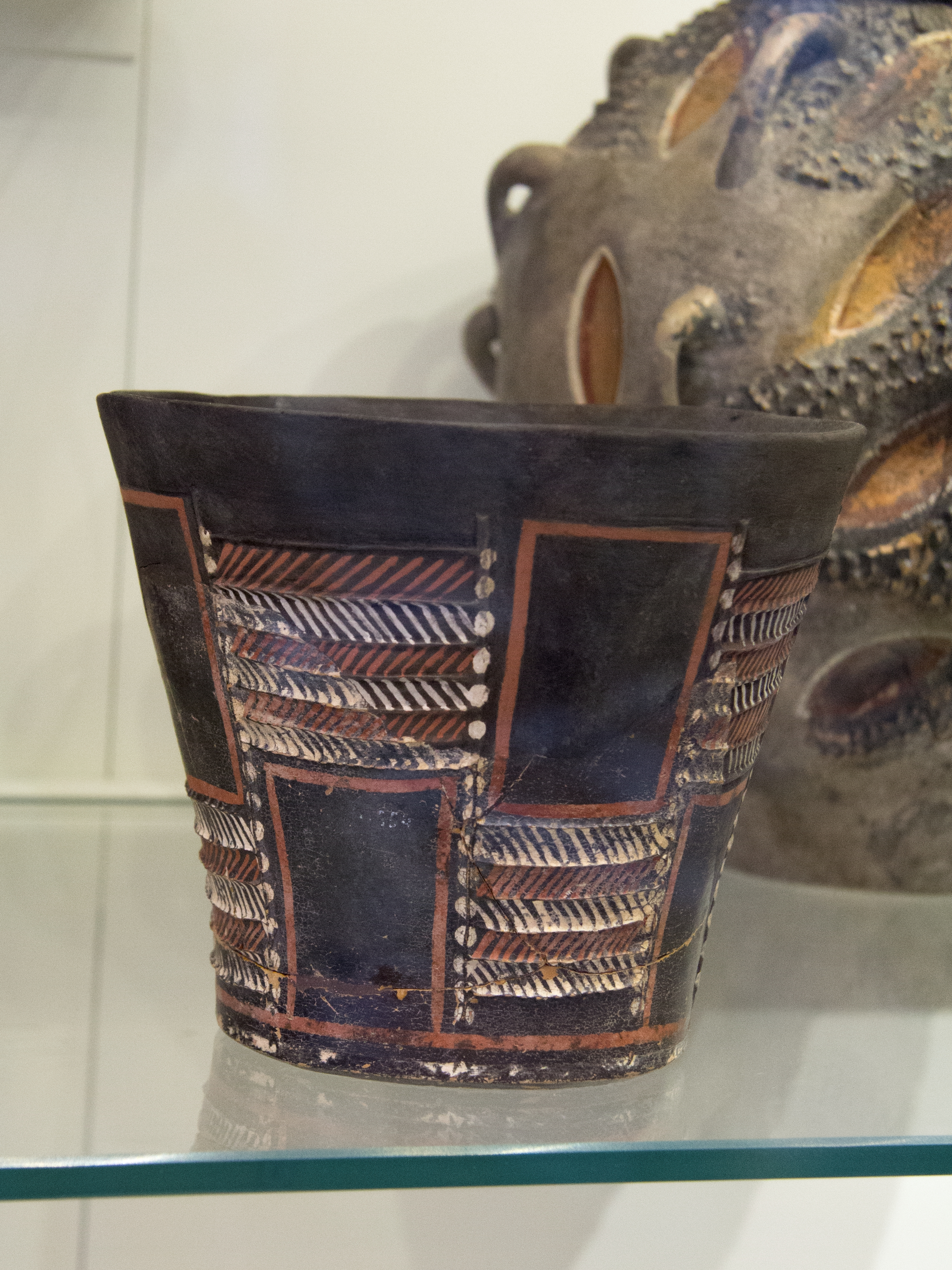